# Mordella octoguttata
Mordella octoguttata là một loài bọ cánh cứng trong họ Mordellidae. Loài này được Montrouzier miêu tả khoa học năm 1855.